# Élections cantonales françaises de 1928
Des élections cantonales ont été organisées en France les 14 et 21 octobre 1928.